# Nito Mestre
Carlos Alberto "Nito" Mestre, (Buenos Aires, Argentina, 3 de agosto de 1952) é um músico, conhecido por ser a voz principal do dúo Sui Generis, junto a Charly García. Também é conhecido por sua grande habilidade na guitarra em todo tipo de flautas.

## Discografia
- 20/10, 1981
- En vivo, 1982
- Escondo mis ojos al sol, 1983
- Nito, 1986
- Tocando el cielo, 1991
- Canta Sui Generis, 1993
- Colores puros, 1999
- Años, 2002
- Esperando crecer. Antología 1982-1986, 2004
- Mestre, 2005
- Flores en Nashville, 2009